# دورمان (تاجیکستان)
دورمان (تاجیکستان) (به لاتین: Durman) یک منطقهٔ مسکونی در تاجیکستان است که در ولایت سغد واقع شده‌است.